# Jüngeres Hildebrandslied

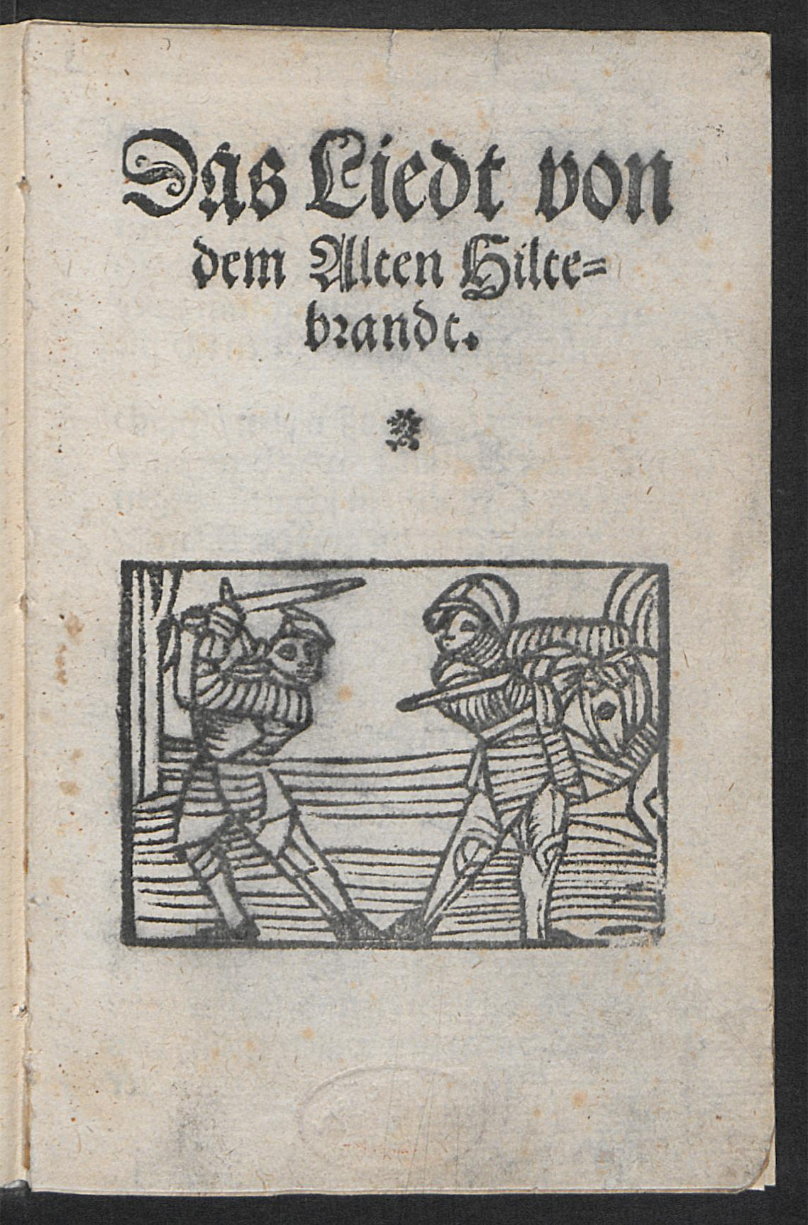
Jüngeres Hildebrandslied

Das Jüngere Hildebrandslied, das in mehreren Fassungen aus dem 15. bis 17. Jahrhundert überliefert ist, schildert wie das ältere Hildebrandslied den Kampf zwischen Hildebrand, dem Waffenmeister Dietrichs von Bern, und seinem Sohn Hadubrand. Es ist in Strophen von vier paargereimten Zeilen mit Mittelzäsur, dem sogenannten Hildebrandston, gedichtet. Die Melodie des Hildebrandstons ist überliefert. 
Der Vater siegt, aber das Lied endet nicht mit dem Tod des Sohnes, sondern mit rechtzeitigem Wiedererkennen und glücklicher Wiederbegegnung Hildebrands mit seiner Frau.
Die neuere Version kennt eine Schlussstrophe mit typischem Wiedererkennungszeichen (Gnorisma):
„Ach Mutter, liebe Mutter mein,
nun beut im Zucht und Er!“
Do hub sie auf und schenket ein
und trug ims selber her;
Was het er in seinem Munde?
Von Gold ein Fingerlein,
Das ließ er inn Becher sinken
der liebsten Frawen sein.